# Polska Odznaka Motorowa
Polska Odznaka Motorowa – odznaka przyznawana w okresie II Rzeczypospolitej.
Odznaka przedstawia koło samochodowe. Opona samochodowa jest ciemno oksydowana. Część wewnętrzna, stanowiąca tarczę koła, w zależności od stopnia odznaki, jest złota, srebrna lub brązowa. Z prawej strony u góry nałożone jest godło państwowe - orzeł wykonany z białej emalii. Z lewej strony na dole nałożone są litery „POM”, wykonane pomarańczową emalią, barwy broni pancernej.
Jej średnica wynosi 4 cm.